# Giberto IV Sanvitale
Giberto IV Sanvitale (Sala Baganza, 1527 – Piacenza, 30 agosto 1585) è stato un nobile italiano, appartenente alla casata dei Sanvitale.

## Biografia

Stemma Sanvitale

Giberto IV Sanvitale abbracciò dapprima la carriera ecclesiastica e visse a Roma, dove fu cameriere segreto di Papa Paolo III. 
Dopo la morte dei fratelli  divenne per eredità, il VI conte di Sala, e abbandonò la prelatura. In occasione delle nozze con Livia da Barbiano di Belgioioso commissionò al pittore bolognese Ercole Procaccini una serie di affreschi per la Rocca di Sala. Fu molto munifico. A Sala fece costruire la chiesa di San Lorenzo e restaurare quella di Santo Stefano. A Parma per la Cappella gentilizia nella Chiesa di San Francesco del Prato, fece dipingere dal Parmigianino una Pietà.
Tra il 1564 e il 1578 fece decorare il piano nobile della Rocca di Sala Baganza con storie di Enea, trionfo della Croce (nella Cappella Palatina), ritratti dei Cesari, immagini grottesche e fatiche d'Ercole (queste ultime attribuite da alcuni a Bernardino Campi, da altri a Orazio Samacchini). 
Morì a Piacenza e fu sepolto nell'oratorio di San Lorenzo di Sala Baganza, che egli stesso aveva fatto costruire.

## Discendenza
Sposò Livia da Barbiano di Belgioioso, dalla quale ebbe Eleonora.
Rimasto vedovo, in seconde nozze sposò la contessa Barbara Sanseverino, dalla quale ebbe:
- Girolamo.[7]
- Barbara (17 maggio 1571 - post 1612), moglie in prime nozze, nel novembre 1589, del nobile borgognone François Perrenot de Granville, e in seconde nozze di Ferrante Novati di Calusco[8]

Ebbe anche un figlio naturale, Fortuniano (?-1627), che fu poeta e uomo di cultura.